# Lidsteng
De lidsteng (Hippuris vulgaris) is een waterplant. Het is een vaste plant, die behoort tot de weegbreefamilie (Plantaginaceae). De botanische naam Hippuris is afgeleid van de Oudgriekse woorden ἵππος, hippos = paard en οὐρά, oura = staart. De plant komt van nature voor in Europa, West-Azië, Noord-Amerika, Groenland, antarctisch Amerika en Australië.
De plant wordt 15-90 cm hoog. De uit de wortelstokken komende, rechtopgaande, buisvormige stengels steken boven het water uit. De lijnvormige, 0,5-2,5 cm lange en tot 3 mm brede bladeren staan in een krans van 6 tot 12 bij elkaar. De ondergedoken bladeren zijn langer en slap.

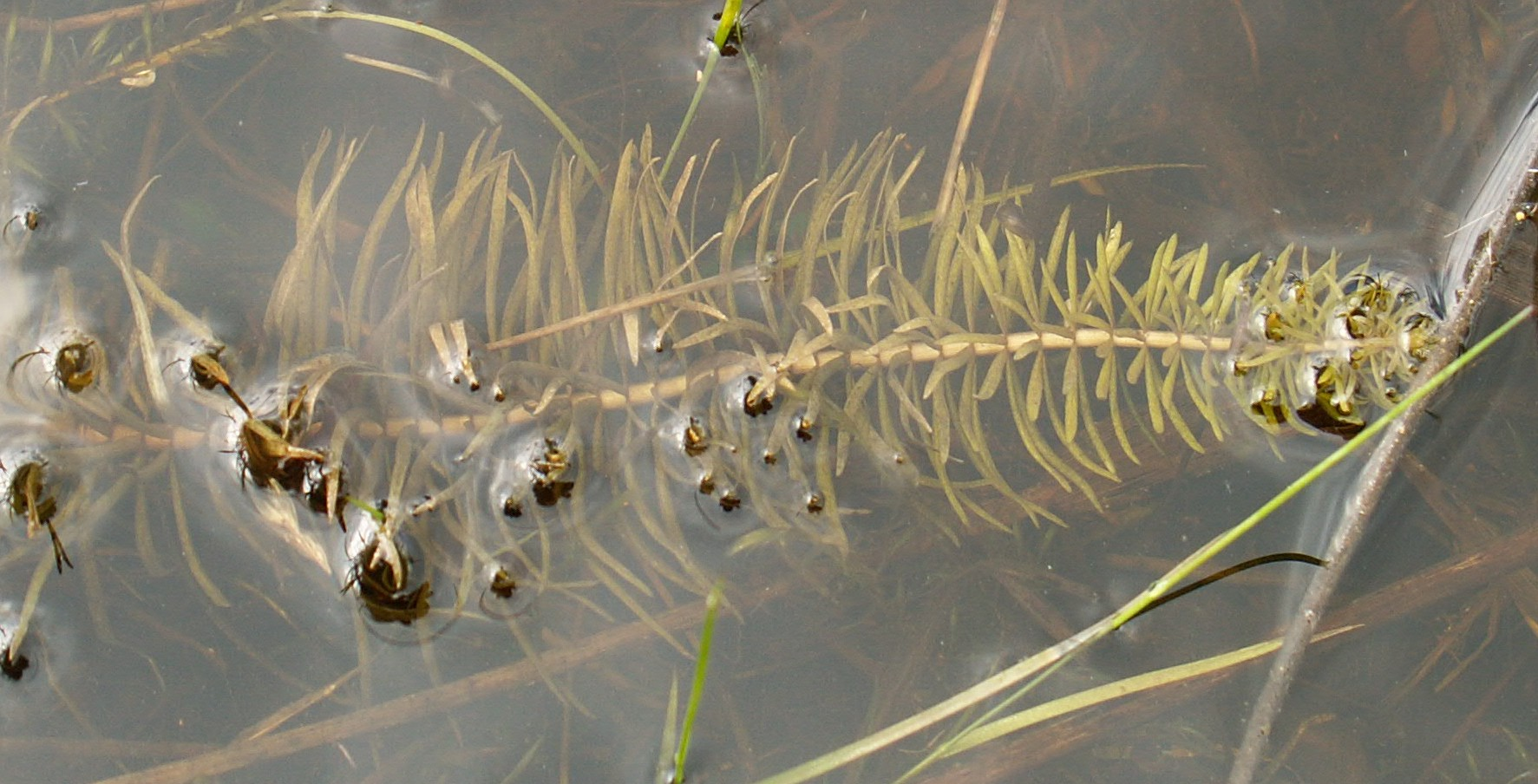
Ondergedoken bladeren

De lidsteng bloeit van mei tot augustus met groene bloemen, die door de wind bestoven worden. De kroonbladen ontbreken. Er komen zowel eenslachtige als tweeslachtige bloemen op dezelfde plant voor. De mannelijke bloemen hebben één meeldraad met een roodachtig helmhokje. De vrouwelijke bloemen hebben één vruchtbeginsel.
De vrucht is een nootje, dat blijft drijven en door watervogels verspreid wordt.

De plant komt voor op kleigrond in stilstaand tot stromend, zoet of iets brak, matig voedselrijk water.

## Namen In andere talen
- Duits: Tannenwedel, Gemeiner Tannenwedel
- Engels: Common Mare's Tail
- Frans: Pesse vulgaire